# John
"John" é uma música do rapper americano Lil Wayne, e o segundo single do seu álbum Tha Carter IV. A canção apresenta o rapper Rick Ross, e alcançou a posição número 22 no Billboard Hot 100. "John" foi lançado em 24 de março de 2011 no iTunes. A canção usa o refrão da música Rick Ross "I'm Not a Star" de seu álbum de Teflon Don. O título da música refere-se ao músico John Lennon. A canção foi produzida por Polow Da Don, Holladay Rob e Ayo o produtor. Lil Wayne cantou a música em MTV Video Music Awards de 2011.

## Videoclipe
O vídeo da música oficial foi lançado em VEVO em 12 de maio de 2011. Birdman faz uma aparição no vídeo e é dirigido por Colin Tilley, que dirigiu Chris Brown Look at Me Now, que contou com Wayne.

## Faixa
| Download Digital Single |                          |                                                                                       |                                                   |         |  |
| N.º                     | Título                   | Compositor(es)                                                                        | Produtor(es)                                      | Duração |  |
| 1.                      | "John" (feat. Rick Ross) | Dwayne Carter, Jr., William Leonard Roberts II, Rob Holladay, Kevin Crowe, Erik Ortiz | Polow Da Don, Rob Holladay, J.U.S.T.I.C.E. League | 4:47    |  |